# Атбасарская ярмарка
Атбасарская ярмарка — традиционная летняя ярмарка, проходившая в конце XIX и в начале XX века близ города Атбасар (Акмолинская область Казахстана). Расположенная на древних караванных путях, ярмарка являлась крупным торговым центром, где фабрично-заводские товары обменивались на сельскохозяйственную продукцию. На Атбасарскую ярмарку приезжали купцы из Ташкента и Бухары. В начале XX века годовой оборот ярмарки составлял 813 тысяч рублей, в том числе (тыс. руб.): по животноводческой продукции — 198,7; мануфактуре — 173,5; изделиям из металла — 7,9; кожаным изделиям — 17,6; «азиатским» товарам (ковры, сушеные фрукты) — 23,7.